# Alcolea del Río
Alcolea del Río es un municipio español de la provincia de Sevilla, Andalucía. Cuenta con una población de 3279 habitantes (INE 2024). Su extensión superficial es de 50 km² y tiene una densidad de 67,37 hab/km². Sus coordenadas geográficas son 37° 37′ N, 5° 40′ O. Se encuentra situada a una altitud de 32 metros y a 53 kilómetros de la capital de provincia, Sevilla.

## Clima
Alcolea del Río tiene un clima mediterráneo con una primavera con precipitaciones irregulares y abundantes. Las temperaturas en esta estación son agradables, aunque al principio de la misma (abril) pueden producirse heladas débiles. En el mes de mayo las mínimas rondan los 8 °C y las máximas los 24/25 °C. La estación veraniega es bastante larga y se puede disfrutar de bastantes horas de luz siendo algo caluroso, aunque con mínimas frescas en torno a 13/14 °C. En otoño las temperaturas medias oscilan entre una mínima de 11 °C en octubre y heladas más frecuentes al final de noviembre y diciembre, con precipitaciones abundantes. Las máximas se sitúan entre los 24 °C de octubre y los apenas 10 °C de noviembre y diciembre, siguiéndole un invierno con temperaturas frías y frecuentes heladas debido a su altitud, con valores que en ocasiones llegan a alcanzar los -5 °C o -6 °C de mínima. La Tª mínima absoluta registrada por la Estación Agroclimática de la Junta de Andalucía en el periodo 2000-2009 es de -9.4 °C, el 28 de enero de 2005.

## Historia
Su actual nombre deriva del árabe "Al-Qulaya", diminutivo de Al-Qalat, que significa pequeña fortaleza. Canama, conocida en época romana como "Municipium Flavium Canamense" estaba situada en el paraje conocido como "La Mesa" donde hoy día aún pueden verse sus ruinas, muy deterioradas por las labores agrícolas. El actual asentamiento urbano se produce con motivo de la dominación árabe al crearse un pequeño asentamiento en los alrededores de la pequeña fortaleza y posteriormente con la reconquista.
En la zona de Alcolea se encuentran importantes restos arqueológicos, debido al emplazamiento en la misma de dos poblamientos romanos, Arva y Canama, dedicados sobre todo al comercio fluvial y a la alfarería, surtían de ánforas de vino y aceite al tráfico entre la bética y el imperio romano. El emplazamiento de Arva se sitúa en la zona del molino de "la Peña de la Sal", y el de Canama en la zona de "la Mesa", al norte del pueblo.
Durante la dominación musulmana no pasó de ser un enclave estratégico en el camino entre Córdoba y Sevilla. Constaba de una posada, descanso de los viajeros que transitaban por aquel camino, y una pequeña fortaleza que defendía uno de los vados del río, justo donde nacía la vía que, pasando por Constantina, llevaba hasta Extremadura.
La reconquista se hizo en 1247, por los ejércitos cristianos mandados por el prior de San Juan. Por ese motivo fue donada a la Orden Militar de San Juan de Jerusalén, a la cual perteneció hasta el siglo XIX. Formaba parte del Priorato de Lora del Río, del cual se escindió como encomienda en 1504, gracias a la labor del comendador frey Antón Farfán de los Godos.

## Demografía
Cuenta con una población de 3279 habitantes (INE 2024).
| Gráfica de evolución demográfica de Alcolea del Río entre 1842 y 2021                                                 |
| |
| Población de derecho según los censos de población del INE. Población de hecho según los censos de población del INE. |

## Arqueología y arquitectura
El término posee gran interés arqueológico, por la existencia de dos importantes poblaciones romanas: Arva y Canama.
Junto al río Guadalquivir se encuentran los molinos de la Aceña, construidos a finales del siglo XV probablemente sobre otros del siglo XI.

### Parroquia de San Juan Bautista

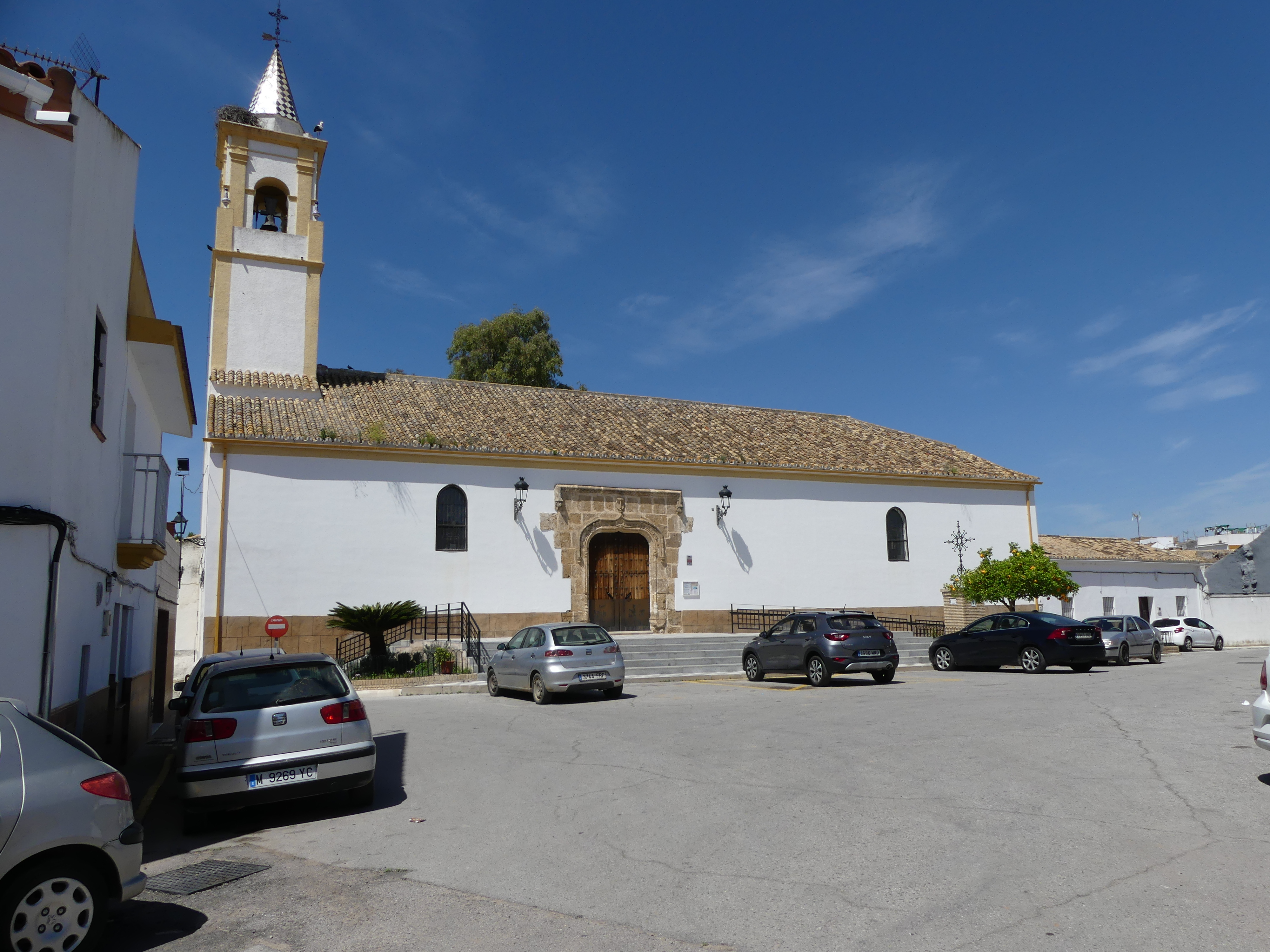
Iglesia de San Juan Bautista.

Se construyó en el siglo XIV con la advocación de S. Juan Bautista. Es una construcción de estilo mudéjar, de tres naves, con cuatro tramos, más el presbiterio del testero plano, cubierta con un artesonado, que no es el primitivo, ya que este se encontraba arruinado a principios de este siglo.
El templo poseía tres accesos: el principal, bajo la torre fachada del hastial, esta clausurado; el de la nave izquierda, conocido como puerta de Sta. Catalina, es un sencillo arco de herradura apuntado, enmarcado por un alfiz: el de la nave derecha consta de un vano de arco conopial decorado con molduras, guarnecido por un alfiz con sencilla decoración, del estilo Reyes Católicos.
Esta portada y, en el interior, las pilastras adosadas al hastial, permiten deducir que algunas de sus obras más importantes se realizasen a principios del siglo XVI. Posteriormente sufriría reformas, principalmente a finales del siglo XVIII, enmascarándose los pilares de las naves, y construyéndose el cuerpo de campanas.
Poco se conserva de su acervo artístico, pues en 1936 se incendiaron todos los altares, imágenes y objetos de culto. Sin embargo, actualmente, podemos contemplar en el Altar Mayor un magnífico retablo del segundo tercio del siglo XVIII, procedente de la iglesia de Sta. Ana de Carmona (antiguo convento de dominicos).

## Fiestas
LAS CANDELARIAS
Tienen lugar en la primera semana de febrero. Son unas fiestas que se celebran en Alcolea del Río desde antaño con grandes fogatas que se realizan por barrios, alrededor de las cuales se reúnen los vecinos para confraternizar. Últimamente esta fiesta ha tenido un gran auge entre los jóvenes que se agrupan para realizar su "Candela" en los terrenos del recinto ferial.
Desde mediados de los años 80 hasta el año 2003, Alcolea de Río no contó con salida procesional en Semana Santa. Actualmente procesiona un paso en la noche del Miércoles Santo entronado por la imágenes de Ntro 
Nuestro Padre Jesús del Gran Poder y Nuestra Señora de los Dolores.
ROMERÍA
La tradicional romería en honor a Nuestra Señora del Rosario tiene lugar el segundo domingo del mes de mayo. Desde el año 1619 se realizaban fiestas en honor a la Virgen del Rosario conocidas como "Fiesta de la Rosa", pero la romería tal y como se celebra hoy se hizo por primera en el año 1942. En ella, la Virgen es conducida a su Ermita situada en los parajes del Algarrobo, a unos 4 km de la localidad, con gran júbilo de los que la acompa. Posteriormentente vuelve al pue al anochecerblo.
SAN ROQUE
El patrón de Alcolea del Río es San Roque, y su festividad tiene lugar el 16 de agosto, pero actualmente pasa por desapercibida, aunque se están realizando esfuerzos para recuperarla. Antiguamente era la ocasión para celebrar oficios religiosos y ferias de ganado.
FERIA Y FIESTAS PATRONALES
" 8 de septiembre "
En honor de la patrona la Virgen del Consuelo que procesiona por las calles de la localidad alumbrada en su camino por las velas que portan sus devotas y seguidoras. También en su honor se celebra la Feria de la localidad.
GRAN PREMIO DE ATLETISMO VILLA DE ALCOLEA DEL RIO
" 3 Semana de septiembre "
Competición de atletismo en las modalidades de marcha y fondo con un amplio abanico de categorías en la que han participado grandes atletas del panorama nacional como son Paquillo Fernández, Rocío Florido y otros muchos atletas de renombre, se celebran ininterrumpidamente desde 1979, cuentan con un circuito urbano homologado por la Federación Española de Atletismo.
JORNADAS Y MERCADO MEDIEVAL
"Última semana de noviembre o primera de diciembre"
Mercado medieval conmemorativo de la segregación de la Encomienda de Alcolea del Río de la Bailía de Lora del Río ocurrida el 17 de diciembre de 1504, se viene celebrando desde el año 2005 y en él participan entidades y asociaciones de la localidad así como gran cantidad de personas ataviadas a la usanza medieval que aportan, junto con una gran decoración, un gran colorido al entorno que transportan al visitante a esa época.